# Pérignac, Charente
Pérignac är en kommun i departementet Charente i regionen Nouvelle-Aquitaine i västra Frankrike. Kommunen ligger  i kantonen Blanzac-Porcheresse som ligger i arrondissementet Angoulême. År 2022 hade Pérignac 496 invånare.

## Befolkningsutveckling
Antalet invånare i kommunen Pérignac
Referens:INSEE